# Jaka Štromajer
Jaka Štromajer (Domžale, 27 luglio 1983) è un ex calciatore sloveno, di ruolo attaccante.

## Caratteristiche tecniche
Prima punta, poteva essere impiegato anche come ala.

## Carriera

### Club
Ha iniziato la propria carriera in patria, nelle file del Domžale. Nel 2001 è passato in prestito al Naklo. Nel 2002 è passato al Koper. Nel 2004 si è trasferito al Publikum Celje. L'anno successivo si è trasferito al Drava Ptuj. Nel 2006 è passato al Triglav. Nel 2007 si è trasferito in Romania, al Pandurii. Ha militato nelle file del club biancoblu fino al gennaio 2012, salvo una parentesi in prestito al Râmnicu Vâlcea. Il 16 gennaio 2012 è passato all'Oțelul Galați. Il 2 febbraio 2014 è tornato al Koper. Nel gennaio 2017 è passato all'Ankaran Hrvatini. Il 20 giugno 2017 viene ufficializzato il suo trasferimento al Kras Repen, club italiano militante in Eccellenza Friuli-Venezia Giulia. Il 15 novembre 2017, dopo 10 presenze e una rete in campionato, ha risolto consensualmente il contratto con il Kras Repen. Nel gennaio 2018 è tornato al Koper, club ripartito dalla quarta serie dopo l'esclusione dal campionato nel 2017. Il 5 febbraio 2020 è passato al Radomlje. Nell'agosto 2020 è passato all'Izola. In due stagioni nel club club con cui ha concluso la carriera da calciatore nel 2022.

### Nazionale
Ha fatto parte delle selezioni Under-16, Under-17, Under-18, Under-19 e Under-21 slovacche.

## Statistiche

### Presenze e reti nei club
| Stagione             | Squadra              | Campionato           | Campionato | Campionato | Coppe nazionali | Coppe nazionali | Coppe nazionali | Coppe continentali | Coppe continentali | Coppe continentali | Altre coppe | Altre coppe | Altre coppe | Totale | Totale |
| Stagione             | Squadra              | Comp                 | Pres       | Reti       | Comp            | Pres            | Reti            | Comp               | Pres               | Reti               | Comp        | Pres        | Reti        | Pres   | Reti   |
| -------------------- | -------------------- | -------------------- | ---------- | ---------- | --------------- | --------------- | --------------- | ------------------ | ------------------ | ------------------ | ----------- | ----------- | ----------- | ------ | ------ |
| 2000-2001            | Naklo                | SRL                  | 13         | 3          | -               | -               | -               | -                  | -                  | -                  | -           | -           | -           | 13     | 3      |
| 2001-2002            | Domžale              | PSNL                 | 22         | 5          | PNS             | ?               | ?               | -                  | -                  | -                  | -           | -           | -           | 22+    | 5+     |
| 2002-2003            | Koper                | PSNL                 | 4          | 0          | PNS             | ?               | ?               | Intertoto          | 1                  | 0                  | -           | -           | -           | 5+     | 0+     |
| 2003-2004            | Koper                | PSNL                 | 22         | 2          | PNS             | ?               | ?               | Intertoto          | 5                  | 0                  | -           | -           | -           | 27+    | 2+     |
| Totale Koper         | Totale Koper         | Totale Koper         | 26         | 2          |                 | ?               | ?               |                    | 6                  | 0                  |             | -           | -           | 32+    | 2+     |
| 2004-2005            | Celje                | PSNL                 | 28         | 1          | PNS             | ?               | ?               | Intertoto          | 1                  | 0                  | -           | -           | -           | 29+    | 1+     |
| 2005-2006            | Drava Ptuj           | PSNL                 | 17         | 3          | PNS             | ?               | ?               | Intertoto          | 0                  | 0                  | -           | -           | -           | 17+    | 3+     |
| 2006-2007            | Triglav              | DSNL                 | 26         | 7          | PNS             | ?               | ?               | -                  | -                  | -                  | -           | -           | -           | 26+    | 7+     |
| 2007-2008            | Pandurii             | LI                   | 28         | 1          | CR              | ?               | ?               | -                  | -                  | -                  | -           | -           | -           | 28+    | 1+     |
| giu.-ago. 2008       | Pandurii             | LI                   | 1          | 0          | CR              | ?               | ?               | -                  | -                  | -                  | -           | -           | -           | 1+     | 0+     |
| Totale Pandurii      | Totale Pandurii      | Totale Pandurii      | 29         | 1          |                 | ?               | ?               |                    | -                  | -                  |             | -           | -           | 29+    | 1+     |
| 2008-2009            | Râmnicu Vâlcea       | LII                  | 24         | 10         | CR              | ?               | ?               | -                  | -                  | -                  | -           | -           | -           | 24+    | 10+    |
| 2009-2010            | Pandurii             | LI                   | 31         | 3          | CR              | ?               | ?               | -                  | -                  | -                  | -           | -           | -           | 31+    | 3+     |
| 2010-2011            | Pandurii             | LI                   | 26         | 6          | CR              | 1               | 0               | -                  | -                  | -                  | -           | -           | -           | 27     | 6      |
| 2011-gen. 2012       | Pandurii             | LI                   | 13         | 3          | CR              | 2               | 1               | -                  | -                  | -                  | -           | -           | -           | 15     | 4      |
| Totale Pandurii      | Totale Pandurii      | Totale Pandurii      | 70         | 12         |                 | 3+              | 1+              |                    | -                  | -                  |             | -           | -           | 73+    | 13+    |
| gen.-giu. 2012       | Oțelul Galați        | LI                   | 15         | 0          | CR              | 1               | 0               | -                  | -                  | -                  | -           | -           | -           | 16     | 0      |
| 2012-2013            | Oțelul Galați        | LI                   | 30         | 2          | CR              | 4               | 0               | -                  | -                  | -                  | -           | -           | -           | 34     | 2      |
| 2013-feb. 2014       | Oțelul Galați        | LI                   | 0          | 0          | CR              | 0               | 0               | -                  | -                  | -                  | -           | -           | -           | 0      | 0      |
| Totale Oțelul Galați | Totale Oțelul Galați | Totale Oțelul Galați | 45         | 2          |                 | 5               | 0               |                    | -                  | -                  |             | -           | -           | 50     | 2      |
| feb.-giu. 2014       | Koper                | PSNL                 | 16         | 9          | PNS             | 0               | 0               | -                  | -                  | -                  | -           | -           | -           | 16     | 9      |
| 2014-2015            | Koper                | PSNL                 | 30         | 3          | PNS             | 5               | 3               | UEL                | 4                  | 1                  | -           | -           | -           | 39     | 7      |
| 2015-2016            | Koper                | PSNL                 | 31         | 8          | PNS             | 3               | 0               | UEL                | 2                  | 0                  | -           | -           | -           | 36     | 8      |
| 2016-feb. 2017       | Koper                | PSNL                 | 13         | 1          | PNS             | 1               | 2               | -                  | -                  | -                  | -           | -           | -           | 14     | 3      |
| Totale Koper         | Totale Koper         | Totale Koper         | 90         | 21         |                 | 9               | 5               |                    | 6                  | 1                  |             | -           | -           | 105    | 27     |
| feb.-giu. 2017       | Ankaran Hrvatini     | DSNL                 | 10         | 6          | PNS             | 0               | 0               | -                  | -                  | -                  | -           | -           | -           | 10     | 6      |
| lug.-nov. 2017       | Kras Repen           | Ecc.                 | 10         | 1          | -               | -               | -               | -                  | -                  | -                  | -           | -           | -           | 10     | 1      |
| feb.-giu. 2018       | Koper                | SRL                  | ?          | ?          | -               | -               | -               | -                  | -                  | -                  | -           | -           | -           | ?      | ?      |
| 2018-2019            | Koper                | TSNL                 | 22         | 12         | PNS             | 2               | 0               | -                  | -                  | -                  | -           | -           | -           | 24     | 12     |
| 2019-feb. 2020       | Koper                | TSNL                 | 13         | 3          | PNS             | 1               | 0               | -                  | -                  | -                  | -           | -           | -           | 14     | 3      |
| Totale Koper         | Totale Koper         | Totale Koper         | 35+        | 15+        |                 | 3               | 0               |                    | -                  | -                  |             | -           | -           | 38+    | 15+    |
| feb.-giu. 2020       | Radomlje             | TSNL                 | 1          | 0          | PNS             | 0               | 0               | -                  | -                  | -                  | -           | -           | -           | 1      | 0      |
| 2020-2021            | Izola                | TSNL                 | 15         | 10         | PNS             | 0               | 0               | -                  | -                  | -                  | -           | -           | -           | 15     | 10     |
| 2021-2022            | Izola                | TSNL                 | 13         | 6          | PNS             | 0               | 0               | -                  | -                  | -                  | -           | -           | -           | 13     | 6      |
| Totale Izola         | Totale Izola         | Totale Izola         | 28         | 16         |                 | 0               | 0               |                    | -                  | -                  |             | -           | -           | 28     | 16     |
| Totale carriera      | Totale carriera      | Totale carriera      | 474+       | 105+       |                 | 20+             | 6+              |                    | 12                 | 1                  |             | -           | -           | 506+   | 112+   |

## Palmarès

### Club

#### Competizioni nazionali
- Coppa di Slovenia: 2

Celje: 2004-2005
Koper: 2014-2015
- Supercoppa di Romania: 1

Oțelul Galați: 2011